# Frătești
Frătești is een Roemeense gemeente in het district Giurgiu.
Frătești telt 5661 inwoners.